# Saint-Pierre-des-Corps
 Saint-Pierre-des-Corps  es una población y comuna francesa, situada en la región de  Centro, departamento de Indre y Loira, en el distrito de Tours. Es el chef-lieu del cantón de su nombre.

## Demografía[1]
| 633 | 724 | 678 | 745 | 824 | 991 | 965 | 1 060 | 1 289 | 1 091 | 1 058 | 1 188 | 1 251 | 1 397 | 1 612 | 2 042 | 2 107 | 2 327 | 2 757 | 3 066 | 4 093 | 5 062 | 6 655 | 7 444 | 8 187 | 7 413 | 10 656 | 14 172 | 15 232 | 18 292 | 18 313 | 17 947 | 15 773 | 15 665 |
| Para los censos de 1962 a 1999 la población legal corresponde a la población sin duplicidades (Fuente: INSEE [Consultar]) |     |     |     |     |     |     |       |       |       |       |       |       |       |       |       |       |       |       |       |       |       |       |       |       |       |        |        |        |        |        |        |        |        |